# Смоляк, Сергей Абрамович
Серге́й Абра́мович Смоля́к (род. 1936) — советский и российский экономист, лауреат премии имени В. С. Немчинова (2011).

## Биография
Родился 16 августа 1936 года в Москве.
В 1960 году — окончил механико-математический факультет МГУ.
После окончания Университета работал на машиностроительном заводе, в НИИ организации и управления в строительстве при МИСИ имени В. В. Куйбышева.
В 1966 году — защитил кандидатскую диссертацию, тема: «Оптимальное восстановление функций и функционалов от них».
В 1988 году — защитил докторскую диссертацию, тема: «Оптимизация управления развитием многономенклатурных производств».
С 1989 года — работает в ЦЭМИ РАН, в настоящее время — старший научный сотрудник лаборатории анализа эффективности инвестиционных проектов.
Академик Международной Академии Информатизации (1993) и Академии Проблем Качества РФ (1995).

## Научная деятельность
Область научных интересов: оценка эффективности инвестиционных проектов, математическое моделирование микроэкономических процессов, теория полезности, учёт факторов риска и неопределенности в экономике.
Автор 140 научных работ.
С 2006 года — преподает на факультете инноваций и высоких технологий МФТИ.
Член редколлегии журналов «Вопросы оценки» (с 2008 года) и «Журнал новой экономической ассоциации» (с 2009 года).
- Виленский П.Л., Лившиц В. Н., Смоляк С. А. Оценка эффективности инвестиционных проектов: Теория и практика. Учебное пособие. 5-е изд., перер. и доп. М.: Поли Принт Сервис, 2015. 1300 с.
- Sergey Smolyak, Discount Rates in Investment Project Evaluations ISBN 3659202649 / ISBN 9783659202643, LAP Lambert Academic Publishing, 2012
- Микерин Г. И., Смоляк С. А. Оценка эффективности инвестиционных проектов и стоимостная оценка имущества: возможности конвергенции. М.: ЦЭМИ РАН, 2010
- Смоляк С. А. Проблемы и парадоксы оценки машин и оборудования. М.: РИО МАОК, 2008. 305 с.
- Смоляк С. А. Дисконтирование денежных потоков в задачах оценки эффективности инвестиционных проектов и стоимости имущества. М.: Наука, 2006. 324 с.
- Смоляк С. А. Оценка эффективности инвестиционных проектов в условиях риска и неопределенности (теория ожидаемого эффекта). М.: Наука, 2002.
- S. Smolyak, A Model to Decompose Property Rental Multipiers with Regard to the Division Between Land and Building Elements, in Real Estate Management and Valuation, Volume 24, Issue 1, Pages 51-63, ISSN (Online) 2300-5289, DOI: https://doi.org/10.1515/remav-2016-0005.
- S. Smolyak, A Modified Model to Estimate Building Rental Multipiers Accounting for Advalorem Operating Expenses Real Estate Management and Valuation, Volume 24, Issue 3, Pages 16-26, ISSN (Online) 2300-5289, DOI: https://doi.org/10.1515/remav-2016-0018.
- Смоляк С. А. Зависимость стоимости машин от возраста: проблемы и модели // Аудит и финансовый анализ. 2014. № 5. С. 138—150.
- Смоляк С. А. Оптимизация ремонтной политики и оценка стоимости машин с учётом их надежности // Журнал Новой экономической ассоциации. 2014. № 2(22). С. 102—131.
- Смоляк С. А. Оценка рыночной стоимости машин с учётом устранимого и неустранимого износа // Экономика и математические методы. 2013. Т. 49. № 1. С. 54-72.
- Смоляк С. А., Микерин Г. И., Медведева О. Е., Артеменков А. И. Проблемы кадастровой оценки месторождений полезных ископаемых // Имущественные отношения в Российской Федерации. 2012. № 5 (128). С. 41-51.

## Награды
- Премия имени В. С. Немчинова (2011) — за цикл работ по экономико-математическому моделированию оценки эффективности инвестиционных проектов и стоимости имущества